# Muhammad Salimin
Muhammad Ahmad Jusuf Salimin (ar. محمد أحمد يوسف سالمين, ur. 4 listopada 1980) – piłkarz bahrajński grający na pozycji pomocnika.

## Kariera klubowa
Karierę piłkarską Salimin rozpoczął w klubie Al-Muharraq. W 1999 roku zadebiutował w jego barwach w bahrajńskiej Premier League. W 2001 i 2002 roku wywalczył z Al-Muharraq mistrzostwo kraju. W 2001 roku zdobył też Puchar Korony Księcia Bahrajnu, a w 2002 roku Puchar Króla Bahrajnu. Latem 2002 przeszedł do zespołu Al Hala SC, a w 2004 roku wrócił do Al-Muharraq i w sezonie 2004/2005 zdobył z nim Puchar Bahrajnu i Puchar Króla.
Na początku 2005 roku Salimin przeszedł do katarskiego Al-Arabi. Grał w nim przez 2 sezony i latem 2007 roku powrócił do Al-Muharraq. W 2008 i 2009 roku wywalczył swoje kolejne 2 tytuły mistrza kraju oraz 2 kolejne Puchary Króla i 2 Puchary Korony Księcia. Z Al-Muharraq zdobył też AFC Cup (2008) i Puchar Bahrajnu (2009). Latem 2009 odszedł do Al Dhafra Club ze Zjednoczonych Emiratów Arabskich. W 2010 wrócił do Al-Muharraq.

## Kariera reprezentacyjna
W reprezentacji Bahrajnu Salimin zadebiutował w 2001 roku. W 2004 roku zajął z Bahrajnem 4. miejsce podczas Pucharu Azji 2004. Na tym turnieju wystąpił w 6 meczach: z Chinami (2:2), z Katarem (1:1), z Indonezją (3:1), ćwierćfinale z Uzbekistanem (2:2, k. 4:3), półfinale z Japonią (3:4) i o 3. miejsce z Iranem (2:4). W 2007 roku został powołany przez selekcjonera Milana Máčalę do kadry na Puchar Azji 2007. Tam rozegrał jedno spotkanie, z Koreą Południową (2:1).